# Sinagoga de Riga
La Sinagoga de Riga  (en letón: Rīgas sinagoga) o la Sinagoga de Peitav (en letón: Peitavas iela), se localiza en la ciudad de Riga en Letonia se trata de la única sinagoga de Riga, que escapó de la destrucción durante los períodos de ocupación nazi y soviético. 
Fue construida en los años 1903-1905 bajo la dirección de Wilhelm Neumann en estilo art nouveau.
Renovada, es la única que actualmente funciona en la pequeña comunidad judía de Riga. Está dirigida por el rabino ortodoxo israelí - estadounidense. Mordehay Glazman, asistido por el rabino Shneur Zalman Kot.